# Regina Junge
Regina Junge (* 25. April 1939 in Großbothen) ist eine deutsche Keramikerin.

## Leben
Regina Junge absolvierte von 1953 bis 1956 im Porzellanwerk Colditz eine Lehre als Keramikmalerin. Von 1956 bis 1960 studierte sie Dekorgestaltung an der Fachschule für angewandte Kunst Sonneberg und anschließend bis 1966 bei Wolfgang Henze und Rudolf Kaiser Keramik an der Kunsthochschule Berlin-Weißensee. Für ihre Diplomarbeit entwarf sie nach einem Auftrag des VEB Wohnungsbaukombinat Berlin eine Schmuckwand für den Neubau Schillingstraße 1. Die Keramikabgüsse wurden in den Werkstätten von Hedwig Bollhagen gefertigt. Die Arbeit wurde inzwischen wegen baulicher Schäden entfernt, soll jedoch nach der Restaurierung wieder angebracht werden.
An der Kunsthochschule hatte Regina Junge dann bis 1967 eine Aspirantur. Danach arbeitete sie freischaffend in verschiedenen Porzellanmanufakturen oder in ihrer eigenen Berliner Werkstatt als Keramikerin. Durch Vermittlung des Ministeriums für Kultur konnte sie mit Astrid Danegger und Horst Georg Skorupa mehrmals für zwei bis drei Monate künstlerisch im Porzellanwerk Lichte-Wallendorf arbeiten. 
Regina Junge fertigt vor allem Gefäß- und Gartenkeramik. Ihre Gefäße aus Steinzeug und Porzellan dekorierte sie teilweise mit floralen Malereien, Reliefierungen und Applikationen. Zu ihrem Gesamtwerk gehören außerdem figürliche Kleinplastiken mit humorvollen Motiven aus Alltag und Mythologie. Mit Astrid Danegger entwarf sie in den 1960er Jahren für den Töpferhof Siegfried Gramann in Römhild keramische Pflanzgruppen, die „der Keramik des Töpferhofs ein neues Gesicht“ gaben.
1974 gründete sie mit Astrid Danegger, Sigrid Huß und Skoprupa das Kollegium Bildender Künstler Schaddelmühle in Schaddel, dem sie bis 1979 angehörte.
Regina Junge war bis 1990 Mitglied des Verbands Bildender Künstler der DDR. Sie hatte in der DDR und in Moskau, Prag und Vilnius Einzelausstellungen und Ausstellungsbeteiligungen, u. a. 1972/1973, 1977/1978 und 1982/1983 in Dresden an der VII. bis X. Kunstausstellung der DDR und 1974 in Erfurt an der I. Quadriennale des Kunsthandwerks sozialistischer Länder.
Regina Junge konnte in der DDR von ihrer künstlerischen Arbeit gut leben. Sie erhielt öffentliche Aufträge, und ihre Keramiken waren beim Staatlichen Kunsthandel gefragt. Nach der deutschen Wiedervereinigung verlor sie wegen hoher Mieten Wohnung und Atelier in Berlin. Sie zog deshalb nach Oranienburg. Mit Teilnahme an Arbeitsbeschaffungsmaßnahmen und Kursen an Jugendkunstschulen kam sie durch die Nachwendezeit. Ihre Keramiken wollte sie nicht auf Märkten zwischen Kartoffeln und Hausschuhen anbieten. Später bekam sie Aufträge für Porzellan-Arbeiten von der Porzellanmanufaktur Meißen. Dann fand sie Kontakt zum Rheinsberger Töpfermarkt, der ihren Wünschen entspricht.

## Ehrungen
- 1967: Preis im Wettbewerb Das neue Berlin
- 1976: Preis für Kunsthandwerk der Ausstellung Junge Künstler der DDR in Berlin

## Öffentliche Sammlungen und Museen mit Werken Regina Junges (unvollständig)
- Berlin: Stadtmuseum Berlin[2]
- Dresden: Kunstgewerbemuseum[3]
- Leipzig: Grassi Museum für Angewandte Kunst

## Weitere Werke

### Gefäße, Skulpturen etc.
- Teufelsweib (1971, Fayence, Höhe 21 cm)[4]
- Wandkopf (1975, Porzellan, bemalt; Höhe ca. 35 cm)[5]

### Keramische Werke im öffentlichen Raum
- Berliner Humor (Berlin, Rathauspassagen; nach der deutschen Wiedervereinigung entfernt)

## Einzelausstellungen (unvollständig)
- 1984: Magdeburg, Kleine Galerie des Staatlichen Kunsthandels der DDR
- 1986: Dresden, Neue Dresdener Galerie (Porzellan)